# 平田乡 (元谋县)
平田乡，是中华人民共和国云南省楚雄彝族自治州元谋县下辖的一个乡镇级行政单位。

## 行政区划
平田乡下辖以下地区：
平田村、新昌村、班果村、华竹村和新康村。